# Сакирино (Опочецкий район)
Сакирино — деревня в Опочецком районе Псковской области России. Входит в состав Варыгинской волости.
Расположена в 14 км к северо-западу от города Опочка, на левом берегу реки Исса.
Численность населения по оценке на конец 2000 года составляла 23 жителя, на 2012 год — 14 жителей.